# Hồng-Bàng-Zeit

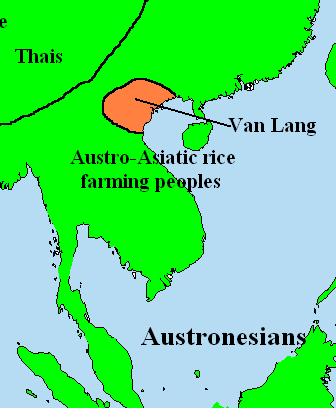
Hypothetische Ausdehnung des Reiches Văn Lang um 500 v. Chr.

Als Hồng-Bàng-Dynastie oder Hồng-Bàng-Zeit (vietn. thời kỳ Hồng Bàng bzw. thời đại Hồng Bàng oder Hồng Bàng thị, chữ Hán: 鴻龐氏) wird der erste, sagenhafte Abschnitt der vietnamesischen Geschichte bezeichnet. Angeblich herrschten zwischen 2879 v. Chr. und 258 v. Chr. achtzehn so genannte Hùng-Könige (Hùng Vương, 雄王) – möglicherweise sind auch achtzehn Dynastien gemeint – über das Reich Văn Lang (文郎), das sich entlang des Mittellaufes und Deltas des Roten Flusses erstreckte. Laut der Überlieferung war das Reich in fünfzehn Regionen (bộ) aufgeteilt; die Hauptstadt befand sich in Phong Châu in der heutigen Provinz Phú Thọ.

## Historizität
Das Reich Văn Lang wird erstmals in einem chinesischen Text der Tang-Dynastie (7. bis 9. Jahrhundert n. Chr. – also ein Jahrtausend später) erwähnt, die erste vietnamesische Nennung findet sich in einem Gedicht des Phạm Sư Mạnh aus der Mitte des 14. Jahrhunderts. Eine ausführliche Beschreibung erfolgte dann erstmals im 15. Jahrhundert durch den Geschichtsschreiber Ngô Sĩ Liên, auf dessen Werk alle späteren Darstellungen basieren. Da somit keine zeitgenössischen Quellen existieren, wird die gesamte Periode von modernen Historikern als rein mythologisch und erfundene Tradition angesehen. Es wird vermutet, dass es Ngô Sĩ Liên darum ging, Vietnam im Vergleich mit China als das ältere Reich darzustellen, um so die eigenständige vietnamesische Identität und die erst wenige Jahrzehnte zuvor wiedererlangte Unabhängigkeit geschichtlich zu begründen.
Allerdings ist zumindest für die Spätphase der Hồng-Bàng-Periode in zeitnahen chinesischen Quellen ein Staatswesen in der Region belegt, nämlich das Reich der Lạc Việt (Luoyue), das folglich meist mit Văn Lang gleichgesetzt wird. Der Begriff „Hùng“(-König) entstand wohl durch die Fehlinterpretation des chinesischen Zeichens für „Lạc“. Ebenso mit Văn Lang in Verbindung gebracht wird die archäologische bronze- und eisenzeitliche Đông-Sơn-Kultur. Der Fund von Đông-Sơn-Bronzetrommeln in weiten Teilen Südostasiens gilt insbesondere vietnamesischen Historikern als Argument für eine einflussreiche und geordnete Kulturgemeinschaft mit weitreichenden Seehandelsverbindungen.

## Überlieferte Geschichte

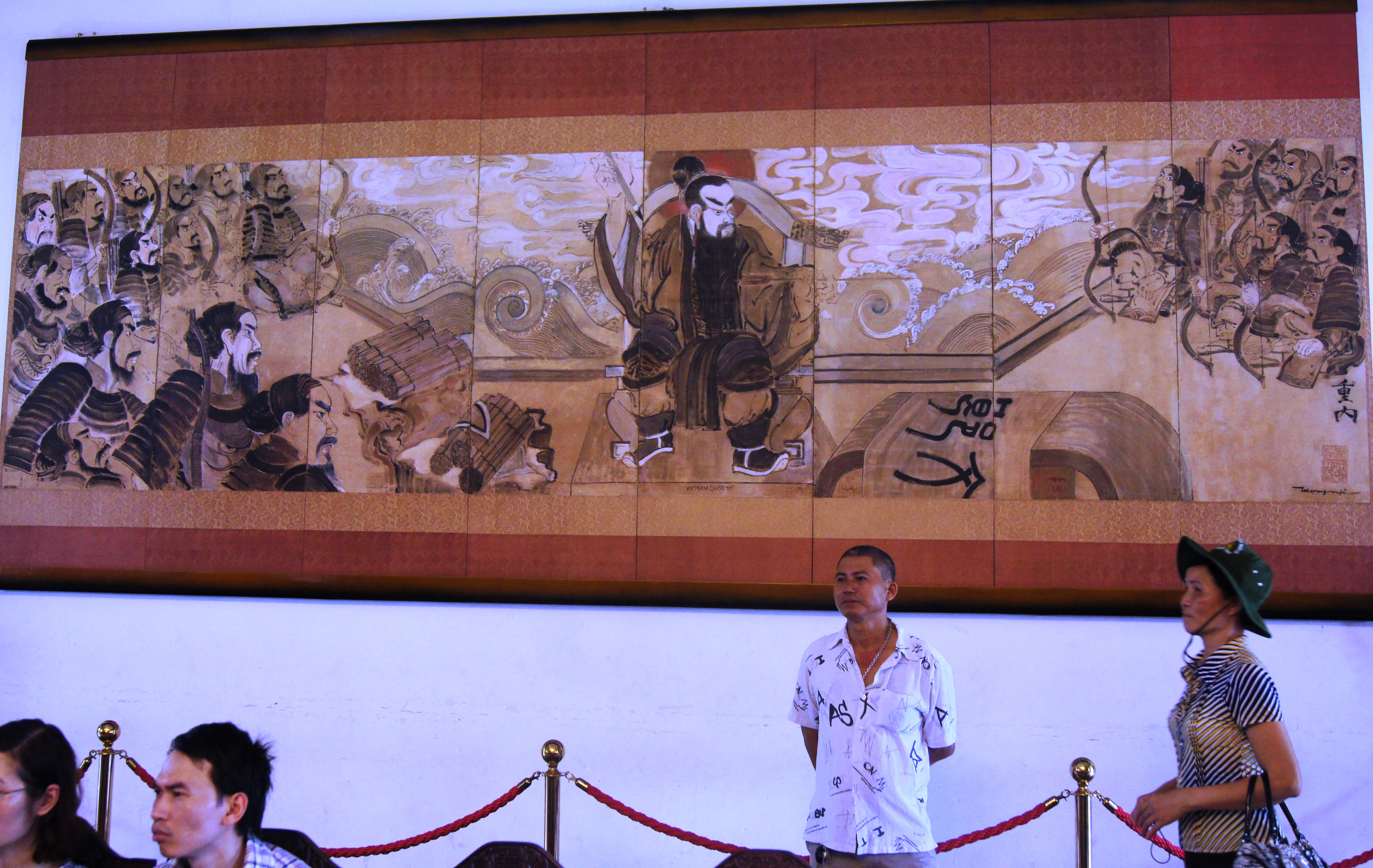
Darstellung der Hùng-Könige im Unabhängigkeitspalast. Gemälde von Trọng Nội, 1966.

Gemäß der vietnamesischen Mythologie wurde das Reich namens Xích Quỷ von Kinh Dương Vương, einem Abkömmling des Urkaisers Shennong, gegründet. Sein Sohn und Nachfolger Lạc Long Quân heiratete die Fee Âu Cơ, mit der er hundert aus Eiern geschlüpfte Kinder hatte. Das Paar trennte sich schließlich. Fünfzig Kinder begleiteten die Mutter in die Berge, wo sie zu den Vorfahren der Bergvölker (etwa der Mường) wurden; die anderen fünfzig begleiteten den Vaters zum Meer, wo sie zu den Vorfahren der Tiefland-Vietnamesen wurden. Unter Lạc Long Quân erhielt das Reich den Namen Văn Lang, seine Nachkommen regierten dort als Hùng-Könige.
Angeblich um 258/257 v. Chr. wurde Văn Lang/Lạc Việt vom nördlich angrenzenden Volk der Âu Việt erobert. Deren Anführer Thục Phán (An Dương Vương) gründete so das vereinte Reich Âu Lạc, das wiederum etwa fünfzig Jahre später an das (historisch belegte) Nam Việt fiel.

### Namen der Hùng-Könige
Die im Folgenden angegebenen Namen und weiteren Angaben zu den Herrschaftszeiten der Hùng-König entsprechen verschiedenen Überlieferungen, die vermutlich schichtweise gewachsen sind; sie lassen sich ebenso wenig belegen wie die Existenz der Hồng-Bàng-Dynastie als solche.
1. Kinh Dương Vương (Lộc Tục begründete eine Càn-Dynastie), 3079–2839 v. Chr. oder 2879–2794 v. Chr.
2. Lạc Long Quân (Sùng Lãm begründete eine Khảm-Dynastie), 2839–2439 v. Chr. oder 2793–2525 v. Chr.
3. Hùng Quốc Vương (Lân Lang, begründete die Cấn-Dynastie), 2439–2218 v. Chr. oder 2524–2253 v. Chr.
4. Hùng Diệp Vương (Bửu Lang, begründete die Chấn-Dynastie), 2218–1918 v. Chr. oder 2252–1913 v. Chr.
5. Hùng Hy Vương (Viên Lang, begründete die Tốn-Dynastie), 1918–1718 v. Chr. oder 1971–1771 v. Chr.
6. Hùng Huy Vương (Pháp Hải Lang, begründete die Ly-Dynastie), 1718–1631 v. Chr. oder 1771–1690 v. Chr.
7. Hùng Chiêu Vương (Quốc Lang begründete die Khôn-Dynastie), 1631–1432 v. Chr. oder 1690–1490 v. Chr.
8. Hùng Vĩ Vương (Thừa Vân Lang begründete die Đoài-Dynastie mit 5 Königen), 1431–1331 v. Chr. oder 1435–1335 v. Chr.
9. Hùng Định Vương (Chân Nhân Lang begründete die Giáp-Dynastie mit 3 Königen), 1331–1251 v. Chr. oder 1336–1256 v. Chr.
10. Hùng Uy Vương (Hoàng Long Lang begründete die Ất-Dynastie mit 3 Königen), 1251–1161 v. Chr. oder 1257–1167 v. Chr.
11. Hùng Trinh Vương (Hưng Đức Lang begründete die Bính-Dynastie mit 3 Königen), 1161–1054 v. Chr. oder 1168–1061 v. Chr.
12. Hùng Vũ Vương (Đức Hiền Lang begründete die Đinh-Dynastie mit 3 Königen), 1054–958 v. Chr. oder 1062–966 v. Chr.
13. Hùng Việt Vương (Tuấn Lang begründete die Mậu-Dynastie mit 5 Königen), 958–853 v. Chr. oder 967–862 v. Chr.
14. Hùng Anh Vương (Viên Lang begründete die Kỷ-Dynastie mit 4 Königen), 853–754 v. Chr. oder 863–779 v. Chr.
15. Hùng Triệu Vương(Chiêu Lang begründete die Canh-Dynastie mit 3 Königen), 754–660 v. Chr. oder 780–686 v. Chr.
16. Hùng Tạo Vương (Đúc Quân Lang begründete die Tân-Dynastie mit 3 Königen), 660-568	v. Chr. oder 687–595 v. Chr.
17. Hùng Nghi Vương (Bảo Quang Lang begründete die Nhâm-Dynastie mit 4 Königen), 568–408 v. Chr. oder 596–336 v. Chr.
18. Hùng Duệ Vương (Huệ Lang begründete die Quý-Dynastie mit 3 Königen), 408–258 v. Chr. oder 337–258 v. Chr.

Nachgewiesen und voneinander abgrenzbar sind folgende archäologisch nachweisbare Kulturen in derselben Zeit:
- Đa-Bút-Kultur, 4500–1700 v. Chr.
- Phung-Nguyen-Kultur, 2000–1500 v. Chr.
- Đồng-Đậu-Kultur, 1500–1000 v. Chr.
- Go-Mun-Kultur, etwa 1000–700 v. Chr.
- Dong-Son-Kultur, 800 v. Chr. – 200 n. Chr.

## Kulturelle Bedeutung

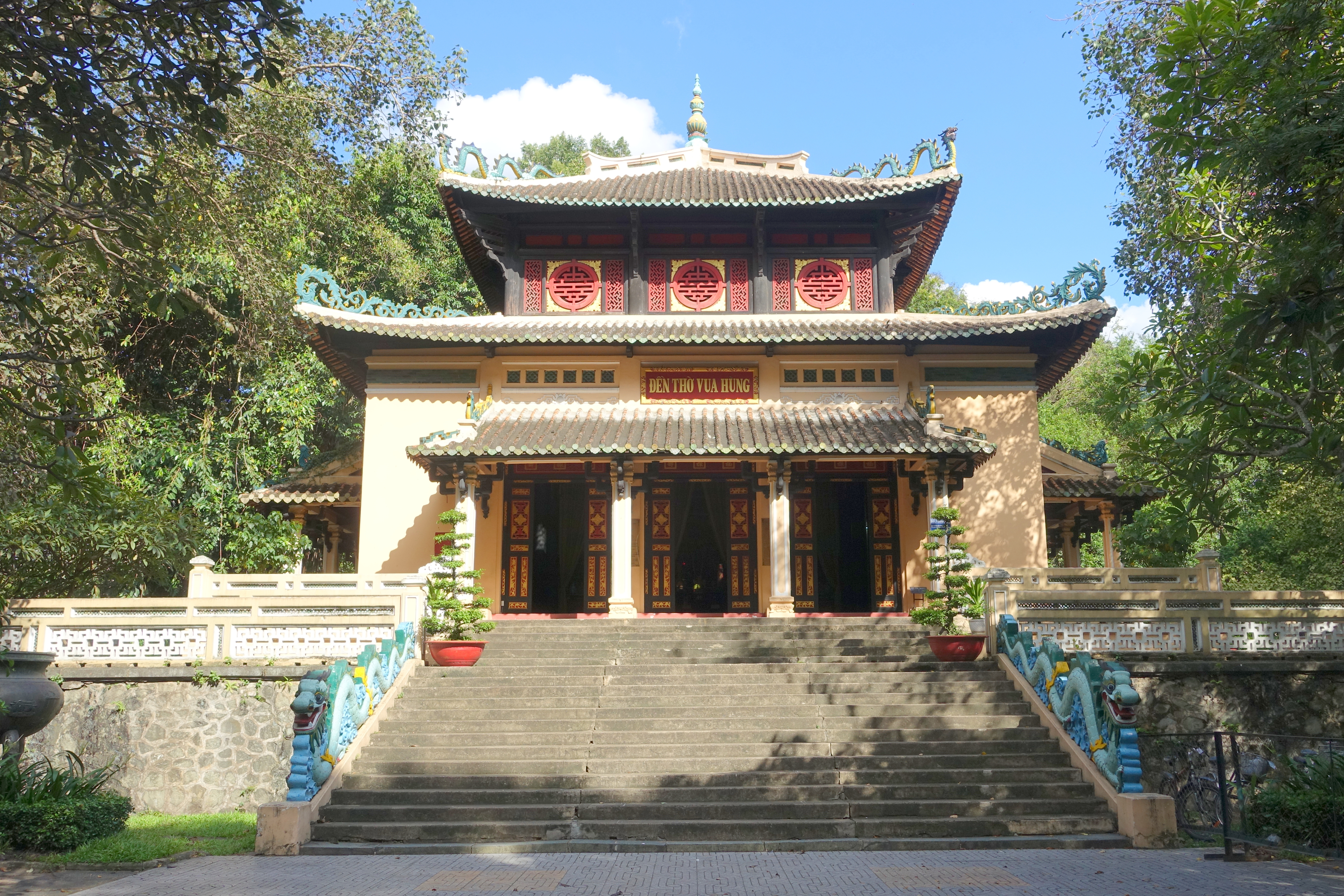
Moderner Tempel der Hùng-Könige in Ho-Chi-Minh-Stadt

Im heutigen Vietnam werden die Hùng-Könige als Vorväter der Nation verehrt. So existieren zahlreiche Tempel, die ihnen gewidmet sind. Jährlich wird am zehnten Tag des dritten Monats des vietnamesischen Mondkalenders das Fest der Hùng-Könige (Giỗ Tổ Hùng Vương) gefeiert. Seit 2007 ist dieser Tag ein staatlicher arbeitsfreier Feiertag.
Im Jahr 2012 wurde die „Verehrung der Hùng-Könige in Phú Thọ“ in die UNESCO-Liste des immateriellen Kulturerbes der Menschheit aufgenommen.